# Стефан V
Стефан V (IV) е римски папа от 22 юни 816 до 24 януари 817 г.
Стефан V наследява папа Лъв III, чиято политика той продължава. Веднага след ръкополагането си, папа Стефан V заставя всички римляни да се закълнат във вярност на франкския император Людовик Благочестиви, с когото се среща лично през август 816 г. След коронацията на Людовик в Реймс, Стефан V се завръща в Рим, където умира през 24 януари 817 г. Наследен е от папа Пасхалий I.